# Haemanthus albiflos
Haemanthus albiflos L. es una especie de planta perenne y bulbosa nativa de Sudáfrica y perteneciente a la familia Amaryllidaceae.

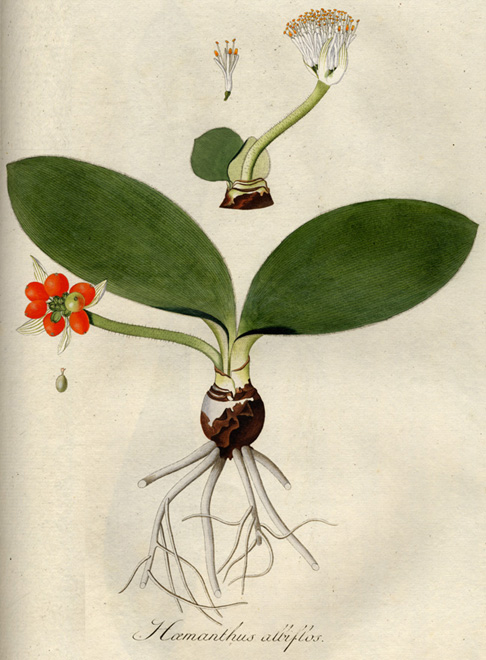
Ilustración

## Usos
Haemanthus albiflos se utiliza como planta ornamental por la belleza de sus flores.
Es una especie poco resistente, la cual se debe cultivar en maceta en interior o en invernadero. Los bulbos se entierran a ras del suelo, en un sustrato de tierra, turba y arena en partes iguales. Es preferible una ubicación soleada. Durante el período vegetativo se debe abonar y regar regularmente con fertilizante líquido. En verano, luego de la floración, la planta entra en reposo, pierde las hojas y, en ese momento, se deben suspender los riegos y los abonos. 
La multiplicación usualmente se realiza por división de los bulbos durante el período de reposo vegetativo. El bulbo, que tiene muchas raíces carnosas, es muy sensible a los trasplantes, por lo que se debe dejar el máximo tiempo posible en el terreno.

## Propiedades
Se ha descubierto, por otro lado, que los extractos alcohólicos de los bulbos de Haemanthus albiflos ejercen una potente acción antiviral.

## Taxonomía
Haemanthus albiflos fue descrita por el médico, biólogo y botánico holandés, Nikolaus Joseph von Jacquin y publicado en Pl. Hort. Schoenbr. 1: 31, en el año (1797).
Etimología
Haemanthus: nombre genérico que deriva de las palabras griegas: haima y anthos, y significa "flor de sangre" en alusión al color rojo sangre de las flores de Haemanthus coccineus, la cual fue la primera especie del género en ser descripta.
Sinonimia
- Ver Anexo:Sinónimos de Haemanthus albiflos[6]